# 朱満月
朱 満月（しゅ まんげつ、547年 - 586年）は、中国の北周の宣帝の皇后のひとり。呉郡の人。

## 経歴
家族が起こした事件に連座して、奴婢に落とされて東宮に入った。宇文贇（宣帝）が皇太子となったとき、満月は宇文贇の衣服をつかさどり、宇文衍（静帝）を生んだ。
579年4月に天元帝后に立てられ、7月には天皇后と改められた。580年2月、天大皇后と改められた。満月は良家の子女でなく、宣帝より10歳あまりも年長であったため、寵愛されなかった。しかし静帝を生んでいたことを理由に尊崇され、序列は楊皇后に次いだ。5月、宣帝が死去すると、帝太后と尊称された。
581年、隋が建てられると、出家して尼となり、法名を法浄といった。子の静帝が楊皇后の父の楊堅によって殺害された後も彼女は生きながらえた。586年、40歳で死去し、尼の礼で大興城（長安）に葬られた。

## 伝記資料
- 『周書』巻九 列伝第一 皇后
- 『北史』巻十四 列伝第二 后妃下